# Tomás de Túlio
Tomás de Túlio (1898, Campinas, São Paulo - fecha desconocida), también conocido como Thomaz de Tullio, fue un director de fotografía y operador de cámara brasileño, que también se desempeñó como guionista en una ocasión.

## Biografía
Hijo de un inmigrante italiano, Tomás de Túlio nació en 1898 en la ciudad brasileña de Campinas, São Paulo. Dado su interés por la fotografía y debido a la buena posición económica de su familia, dispuso de revistas especializadas y un laboratorio durante su adolescencia. 
En 1921 se mudó a São Paulo, donde consiguió un empleo en la productora Independéncia-Omnia Film. Dos años después, el cineasta Felipe Ricci le convenció para que regresara a Campinas con el fin de filmar la última película que había escrito, João da Mata, junto a Amilar Alves. Supuso su debut como director de fotografía, puesto que repetiría en varias ocasiones durante los siguientes cinco años y en películas como Alma Gentil (1924) y Amor que Redime (1928). En 1925 escribió junto a Ricci A Carne, adaptación de la novela homónima de Júlio Ribeiro, en la que también se desempeñó como operador de cámara.
Tras su retiro del mundo cinematográfico, De Tulio montó una empresa especializada en la instalación de equipos de sonido y otra en refrigeración. 

## Filmografía
| Año  | Película          | Rol        | Rol       |
| Año  | Película          | Fotografía | Guionista |
| ---- | ----------------- | ---------- | --------- |
| 1923 | João da Mata      | Sí         |           |
| 1923 | Sofrer Para Gozar | Sí         |           |
| 1924 | Alma Gentil       | Sí         |           |
| 1925 | A Carne           | Sí         | Sí        |
| 1928 | Amor que Redime   | Sí         |           |